# Cyathea sessilifolia
Cyathea sessilifolia là một loài thực vật có mạch trong họ Cyatheaceae. Loài này được (Jenman) Domin mô tả khoa học đầu tiên năm 1929.